# Pomorere
Pomorere (russisk: помо́ры, af po "ved" og more "hav"; "kystboere" eller "folk som bor ved havet") er russiske beboere langs kysten af Hvidehavet (russisk: Белое море, tr. Béloje móre, IPA: [ˈbʲeləjə ˈmorʲe]). Så tidligt som i 1100-tallet kom russiske rejsende fra Novgorod via Nordlige Dvinas flodmunding ud til Hvidehavet, hvor de oprettede bopladser langs kysten. De fortsatte østover forbi Uralbjergene til områder i Nordsibirien og anlagde byen Mangazeja mellem floderne Ob og Jenisej. 
Pomorerne oprettede en nordlig handelsrute østover mellem Arkhangelsk og Sibirien. Vestover drev de handel langs kysten af Nordnorge, som fra midten af 1700-tallet til begyndelsen af 1900-tallet blev kaldt Pomorhandel. Deres hovedby var Kholmogory, som også var hjemby for de mest kendte pomorere, Mikhail Lomonosov og Semjon Desjnjov. Efter Sovjetunionens fald har det været diskuteret om pomorerne skal anerkendes som et urfolk og komme på listen over Russiske urfolk.